# Aeroportul Amata
Aeroportul Amata (IATA: AMT, ICAO: YAMT) este un aeroport din Australia de Sud, Australia ce deservește zona Amata⁠(d).
Situat la o altitudine de 671 m, aeroportul dispune de 1 pistă.

## Infrastructură

### Piste
Aeroportul dispune de o singură pistă. Pista are orientarea 14/32. 